# Kvols Hage
Kvols Hage er en spids ud i Hjarbæk Fjord, sydøst for herregården Tårupgård, og vest for landsbyen Hjarbæk.
|  | Denne artikel om lokaliteten Kvols Hage kan blive bedre, hvis der indsættes et (bedre) billede. Du kan hjælpe ved at afsøge Wikimedia Commons for et passende billede eller lægge et op på Wikimedia Commons med en af de tilladte licenser og indsætte det i artiklen. |

56°31′58″N 9°18′24″Ø / 56.53278°N 9.30667°Ø